# Criorhina aurea
Criorhina aurea är en tvåvingeart som beskrevs av Jon C. Lovett 1919. Criorhina aurea ingår i släktet pälsblomflugor, och familjen blomflugor. Inga underarter finns listade i Catalogue of Life.